# Estadio del País de Charleroi
Stade du Pays de Charleroi es un estadio de fútbol ubicado en Charleroi, Bélgica, fue inaugurado en 1939 pero fue renovado para la Eurocopa 2000, cuenta con una capacidad de albergar a 25 000 aficionados cómodamente sentados, su equipo local es Royal Charleroi SC de la Primera División de Bélgica.

## Eventos

### Eurocopa 2000
El estadio albergó tres partidos de la Eurocopa 2000.
| Fecha               | Equipo #1     | Resultado | Equipo #2 | Ronda                 | Espectadores |
| ------------------- | ------------- | --------- | --------- | --------------------- | ------------ |
| 13 de junio de 2000 | RF Yugoslavia | 3–3       | Eslovenia | Primera fase, Grupo C | 20.000       |
| 17 de junio de 2000 | Inglaterra    | 1–0       | Alemania  | Primera fase, Grupo A | 30.000       |
| 20 de junio de 2000 | Inglaterra    | 2–3       | Rumania   | Primera fase, Grupo A | 28.000       |